# Conrad (Yukon)
Conrad ist eine Geisterstadt im kanadischen Yukon, die zwischen 1899 und 1914 aufgrund von Silberfunden bestand. Zwischen 1905 und 1912 führte der Amerikaner John Conrad die Conrad Consolidated Mines.
Wie viele Goldsucher, die im Zuge des Klondike-Goldrauschs an den Yukon gezogen waren, so suchte auch der Amerikaner John Conrad (1855–1928) in der Region nach Edelmetallen. Im Juli 1899 fand man am Windy Arm des Tagish Lake Gold und Silber, so dass um Carcross, das zu dieser Zeit noch Caribou Crossing hieß, Tausende von Gold- und Silbersuchern erschienen. 
Binnen weniger Jahre gelang es John Conrad, fast alle Claims an sich zu bringen, so dass die meisten Männer für ihn arbeiteten. Im März 1905 begannen die Abbauarbeiten am Montana Mountain. Im Juni schätzte Conrad die Vorkommen auf einen Wert von 12 Millionen Dollar. In die Town of Conrad, oder einfach Conrad, wie der Ort bald hieß, zog es Hunderte von Arbeitern, und es entstanden Läden, Hotels, Kirchen und eine Telefonleitung nach Carcross. The Gleaner, ein Dampfboot, stellte zweimal pro Woche eine Schiffsverbindung her. 
Um das Silber von dem Berg zu holen, es per Schiff nach Carcross und von dort per Eisenbahn nach Skagway an der Küste Alaskas zu bringen, musste viel Kapital bereitgestellt werden. Mitte Juli reiste Conrad dazu nach Seattle, wo er eine entsprechende Vorrichtung erwarb. Conrad investierte 80.000 Dollar, um eine Materialseilbahn für sein Erz zu bauen, die über 6 km und mehr als 1.200 Höhenmeter überwand. 80 Erzkübel hingen jeweils an dem Drahtseil, von denen jeder zwölf Kubikfuß (über 0,3 m³) fasste. Die Fahrt dauerte 50 Minuten von der Mine bis zur Talstation am Windy Arm. Im August arbeiteten bereits 60 Männer an der Bahn, weitere 100 auf Packpfaden, Straßen und Gebäuden. Die Regierung ließ eine Straße zur Talstation bauen.
Conrad schwärmte davon, seine Stadt werde Dawson als Hauptstadt des Territoriums Yukon ablösen. 1907 arbeiteten bereits 350 Männer in den Minen, 150 suchten weiter nach Silbervorkommen. Sechs Hotels entstanden in der Stadt, ein Krankenhaus, eine Polizei- und eine Telegraphenstation, dazu zahlreiche Läden und Schmieden. Trotz der enormen Gewinnungs- und Transportkosten hielt Conrad das Unternehmen aufrecht, obwohl sein Vermögen schrumpfte.  
Gravierend wirkte sich aus, dass Conrad die Whitepass-Eisenbahn verklagte, die seiner Meinung nach fünffach überhöhte Transportpreise verlangte. Die Eigentümer ihrerseits führten ins Feld, sie hätten durch das extreme Klima und die Oberflächengestalt bedingte, sehr hohe Kosten. Eine internationale Kommission stellte fest, dass die Eisenbahn die Preise nicht senken konnte, ohne selbst in Konkurs zu gehen. So ging die Conrad Consolidated Mines bankrott. 
Im April 1912 verließ „Colonel“ John Conrad das Territorium. Er starb am 27. November 1928 in Seattle an Herzversagen.
Die Silbermine war zu dieser Zeit längst geschlossen und der Ort 1914 aufgegeben worden.
Ein neuer Campingplatz wurde auf einem an den ursprünglichen Standort angrenzenden Grundstück mit 35 Stellplätzen eröffnet.